# Чуньківська сільська рада
Чунькі́вська сільська́ ра́да — адміністративно-територіальна одиниця та орган місцевого самоврядування в Заставнівському районі Чернівецької області. Адміністративний центр — село Чуньків.

## Загальні відомості
- Населення ради: 1 414 особи (станом на 2001 рік)

## Населені пункти
Сільській раді підпорядковані населені пункти:
- с. Чуньків

## Склад ради
Рада складається з 16 депутатів та голови.
- Голова ради: Довгий Корнель Дмитрович
- Секретар ради: Довга Надія Деонізівна

### Керівний склад попередніх скликань
| Прізвище, ім'я, по батькові  | Основні відомості                                                               | Дата обрання | Дата звільнення |
| ---------------------------- | ------------------------------------------------------------------------------- | ------------ | --------------- |
| Проданчук Василь Танасійович | Сільський голова, 1962 року народження                                          | 26.03.2006   | 31.10.2010      |
| Довгий Корнель Дмитрович     | Сільський голова, 1955 року народження, освіта середня спеціальна, безпартійний | 31.10.2010   |                 |

Примітка: таблиця складена за даними сайту Верховної Ради України

### Депутати
За результатами місцевих виборів 2010 року депутатами ради стали:

#### За суб'єктами висування
| Суб'єкт висування                                       | Кількість обраних депутатів | %    |
| ------------------------------------------------------- | --------------------------- | ---- |
| Самовисування                                           | 7                           | 43,8 |
| Політична партія Всеукраїнське об'єднання «Батьківщина» | 5                           | 31,3 |
| Соціал-демократична партія України                      | 3                           | 18,8 |
| Українська соціал-демократична партія                   | 1                           | 6,3  |

#### За округами
| № округу                                                | Прізвище, ім'я, по батькові     | Дата визнання обраним | Освіта             | Партійна приналежність | Відомості про обраного депутата                    |
| ------------------------------------------------------- | ------------------------------- | --------------------- | ------------------ | ---------------------- | -------------------------------------------------- |
| Політична партія Всеукраїнське об'єднання «Батьківщина» |                                 |                       |                    |                        |                                                    |
| 2                                                       | Андрух Анатолій Прокопович      | 03.11.2010            | вища               | позапартійний          | Василівський навчально-виховний комплекс, вчитель  |
| 8                                                       | Угринюк Василь Васильович       | 03.11.2010            | середня            | позапартійний          | Кіцманське АТП, водій                              |
| 9                                                       | Филипюк Надія Теофілівна        | 03.11.2010            | вища               | позапартійна           | Чуньківський навчально-виховний комплекс, вчитель  |
| 10                                                      | Довбинчук Ганна Василівна       | 03.11.2010            | вища               | позапартійна           | Обласний клінічний кардіодиспансер, медична сестра |
| 12                                                      | Сопівник Деонізій Степанович    | 03.11.2010            | середня спеціальна | позапартійний          | пенсіонер                                          |
| Соціал-демократична партія України                      |                                 |                       |                    |                        |                                                    |
| 3                                                       | Козилюк Євгеній Євгенович       | 03.11.2010            | середня спеціальна | позапартійний          | тимчасово не працює                                |
| 5                                                       | Ланер Іван Вікторович           | 03.11.2010            | середня спеціальна | позапартійний          | тимчасово не працює                                |
| 13                                                      | Бузинська Ганна Василівна       | 03.11.2010            | середня спеціальна | позапартійна           | пенсіонер                                          |
| Українська соціал-демократична партія                   |                                 |                       |                    |                        |                                                    |
| 16                                                      | Гулько Єлизавета Іванівна       | 03.11.2010            | середня спеціальна | позапартійна           | Заставнівська ЦРЛ, медична сестра                  |
| Самовисування                                           |                                 |                       |                    |                        |                                                    |
| 1                                                       | Грицюк Ольга Дмитрівна          | 03.11.2010            | середня спеціальна | позапартійна           | Чуньківська сільська рада, касир                   |
| 4                                                       | Довга Надія Деонізіївна         | 03.11.2010            | середня спеціальна | позапартійна           | Чуньківська сільська рада, секретар                |
| 6                                                       | Галущинський Михайло Васильович | 03.11.2010            | середня спеціальна | позапартійний          | тимчасово не працює                                |
| 7                                                       | Попюк Віктор Тодосійович        | 03.11.2010            | середня спеціальна | позапартійний          | «Укретелеком», електромонтер                       |
| 11                                                      | Гунчак Василь Сидорович         | 03.11.2010            | середня            | позапартійний          | Чуньківський навчально-виховний комплекс, сторож   |
| 14                                                      | Савчук Марія Деонізіївна        | 03.11.2010            | середня спеціальна | позапартійна           | Чуньківська сільська рада, головний бухгалтер      |
| 15                                                      | Головатчук Марія Іванівна       | 03.11.2010            | вища               | позапартійна           | Чуньківський навчально-виховний комплекс, вчитель  |

## Населення
Згідно з переписом УРСР 1989 року чисельність наявного населення сільської ради становила 1420 осіб, з яких 613 чоловіків та 807 жінок.
За переписом населення України 2001 року в сільській раді мешкало 1414 осіб.

### Мова
Розподіл населення за рідною мовою за даними перепису 2001 року:
| Мова       | Відсоток |
| ---------- | -------- |
| українська | 99,86 %  |
| молдовська | 0,07 %   |
| російська  | 0,07 %   |